# Đông Visayas
Đông Visayas là một vùng của Philippines. Đây là một trong hai vùng duy nhất không có ranh giới trên đất liền với vùng khác, vùng được chỉ định là Vùng VIII. Vùng gồm 6 tỉnh là Bắc Samar, Đông Samar, Samar, Leyte, Nam Leyte và Biliran. Trung tâm của Vùng là Thành phố Tacloban. Đông Visayas đối diện với Thái Bình Dương. Có một số ý tưởng về việc tách Vùng thành Vùng Biliran-Leyte và Vùng Samar. Vùng Samar mới sẽ có 4 tỉnh Đông, Bắc, Tây, Nam và trung tâm Vùng là Catbalogan. Nhưng hiện nay, ý tưởng trên vẫn chưa được thực hiện. Vùng Đông Visayas, đặc biệt là đảo Samar thường bị ảnh hưởng bởi các cơn bão nhiệt đới.

## Hành chính
| Tỉnh/Thành phố | Thủ phủ    | Dân số (2000) | Diện tích (km²) | Mật độ (trên km²) |
| -------------- | ---------- | ------------- | --------------- | ----------------- |
| Biliran        | Naval      | 140.274       | 555,4           | 252,6             |
| Đông Samar     | Borongan   | 375.822       | 4.339,6         | 86,6              |
| Leyte          | Tacloban   | 1.592.336     | 5.712,8         | 278,7             |
| Bắc Samar      | Catarman   | 500.639       | 3.498,0         | 143,1             |
| Samar          | Catbalogan | 641.124       | 5,.591,0        | 114,7             |
| Nam Leyte      | Maasin     | 360.160       | 1.734,8         | 207,6             |

### Thành phố hợp thành
- Catbalogan, Samar
- Calbayog, Samar
- Maasin, Nam Leyte

### Thành phố độc lập
- Ormoc¹, Leyte
- Tacloban, Leyte

¹ Ormoc là thành phố hợp thành độc lập.